# 京成幕張站
京成幕張站（日语：／ Keisei-Makuhari eki */?）是位於日本千葉縣千葉市花見川區幕張町四丁目，屬於京成電鐵千葉線的鐵路車站。車站編號是KS53。本站鄰近東日本旅客鐵道（JR東日本）的幕張站，旅客資訊多採用省略「京成」的「幕張」為站名。

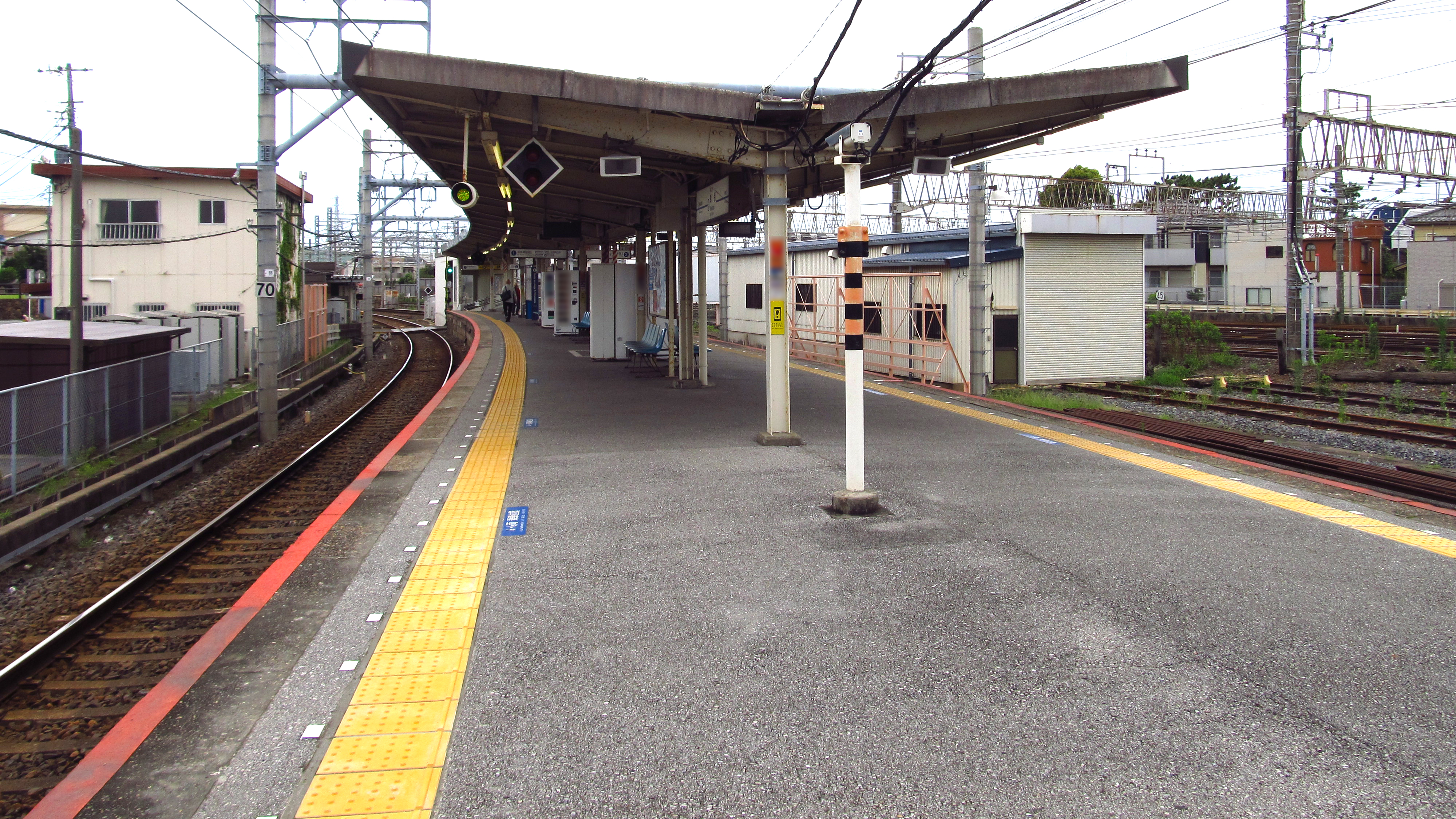
月台（2020年7月）

## 年表
- 1921年（大正10年）7月17日 - 車站啟用，當時稱為幕張站。
- 1931年（昭和6年）11月18日 - 車站改稱為京成幕張站。

## 車站構造
本站為1面2線島式月台的地面車站，從下行列車可見月台位於右彎上。站房位於西北端的西側，需透過站內平交道才能抵達月台。下行線旁有保線機器使用的側線，千葉側設有轉轍器。
過去月台設於現在往千葉方向、JR幕張站往南的平交道旁，為相對式月台。當時月台兩側都是平交道，4輛編組電車停靠時，津田沼側的車輛會超出月台。往京成幕張本鄉站側原先有個「打不開的平交道」第二木下街道踏切，但已於2004年7月27日關閉改建成地下道。
| 月台 | 路線   | 方向 | 目的地                              |
| ---- | ------ | ---- | ----------------------------------- |
| 1    | 千葉線 | 下行 | 津田沼、上野、 成田機場、松戶線方向 |
| 2    | 千葉線 | 上行 | 千葉中央、千原台方向                |

## 使用情況
2016年度一日平均上下車人次為8,124人，京成線內69個車站當中排行第41位。
近年一日平均上車人次推移如下表。
| 年度               | 一日平均 上下車人次 | 一日平均 上車人次 |
| ------------------ | ------------------- | ----------------- |
| 2003年（平成15年） | 6,608               | 3,254             |
| 2004年（平成16年） | 6,319               | 3,134             |
| 2005年（平成17年） | 6,531               | 3,242             |
| 2006年（平成18年） | 6,666               | 3,309             |
| 2007年（平成19年） | 7,024               | 3,495             |
| 2008年（平成20年） | 7,229               | 3,594             |
| 2009年（平成21年） | 7,420               | 3,687             |
| 2010年（平成22年） | 7,620               | 3,790             |
| 2011年（平成23年） | 7,546               | 3,758             |
| 2012年（平成24年） | 7,802               | 3,889             |
| 2013年（平成25年） | 7,903               | 3,937             |
| 2014年（平成26年） | 7,737               |                   |
| 2015年（平成27年） | 7,981               |                   |
| 2016年（平成28年） | 8,124               |                   |

## 車站周邊
東日本旅客鐵道（JR東日本）總武線（各站停車）幕張站在本站東南方。周邊多為住宅區，商店街在JR幕張站南口。
- 國道14號（千葉街道）
- 伊藤洋華堂幕張店
- 秋葉神社、昆陽神社（日语：昆陽神社） - 附近有青木昆陽成功種植番薯的土地。
- 幕張公民館
- 幕張郵便局
- 幕張北口郵便局
- 放送大學
- 神田外語大學
- 千葉縣綜合教育中心（日语：千葉県総合教育センター）
- 千葉縣立保健醫療大學幕張校區
- 澀谷教育學園幕張中學校、高等學校（日语：渋谷教育学園幕張中学校・高等学校）
- 昭和學院秀英中學校、高等學校（日语：昭和学院秀英中学校・高等学校）
- 千葉縣立幕張綜合高等學校（日语：千葉県立幕張総合高等学校）
- 山田電機Tecc Land New幕張本店（西南方搭車5分）

## 路線巴士
2007年1月5日新設巴士總站。以下路線巴士由京成巴士運行。
- 海51：經High Tech通往海濱幕張站
- 海52：不經High Tech通往海濱幕張站
- 海53：不經High Tech通、經海濱幕張站往ZOZO海洋球場

## 相鄰車站
京成電鐵
 千葉線
京成幕張本鄉（KS52）－京成幕張（KS53）－檢見川（KS54）

## 外部連結
- 京成幕張｜電車與車站資訊｜京成電鐵
- 京成幕張站PDF - 京成電鐵